# Chaetonotus pygmaeus
Chaetonotus pygmaeus is een buikharige uit de familie Chaetonotidae. De wetenschappelijke naam van de soort werd in 1990 voor het eerst geldig gepubliceerd door Schwank. De soort wordt in het ondergeslacht Zonochaeta geplaatst.